# Scrophularia formosana
Scrophularia formosana là một loài thực vật có hoa trong họ Huyền sâm. Loài này được H.L. Li miêu tả khoa học đầu tiên năm 1950.